# Nada al-Badwawi
Nada al-Badwawi (ur. 15 sierpnia 1997) – emiracka pływaczka, uczestniczka letnich igrzysk olimpijskich w Rio de Janeiro i chorąży reprezentacji. Pierwsza pływaczka ze Zjednoczonych Emiratów Arabskich, która wystąpiła na igrzyskach olimpijskich.

## Życiorys

### Życie prywatne
Zanim zaczęła pływać, krótko trenowała jeszcze piłkę nożną i koszykówkę.
Jest studentką New York University Abu Dhabi, gdzie pływa w klubie akademickim.

### Mistrzostwa świata
Wzięła udział w Mistrzostwach Świata w Pływaniu 2015, które rozgrywane były w Kazaniu. Na dystansie 100 metrów stylem grzbietowym uzyskała czas 1:35,83, co dało jej 66. miejsce w końcowej klasyfikacji. Wraz z nią startowała Alja asz-Szamisi. Zostały one pierwszymi pływaczkami ze Zjednoczonych Emiratów Arabskich, które wzięły udział w turnieju międzynarodowym.

### Igrzyska olimpijskie
Jako chorąży wniosła flagę Zjednoczonych Emiratów Arabskich na stadion w czasie Parady Narodów w Rio de Janeiro w 2016 roku. Pełniła tę funkcję jako pierwsza pływaczka ze Zjednoczonych Emiratów Arabskich. Była dopiero drugą kobietą, po występującej w Pekinie Majsie bint Muhammad ibn Raszid Al Maktum, której powierzono tę funkcję w emirackiej reprezentacji.
W Rio de Janeiro była najmłodszą wśród trzynastoosobowej delegacji i jedną z czterech kobiet. Wzięła udział w wyścigu na 50 metrów stylem dowolnym. Uzyskała czas 33,42, który nie dał jej promocji do półfinału.